# 瑞穗证券
瑞穗证券（日语：／）是一家日本证券公司，也是日本前五大证券公司之一，總部位於東京都大手町。

## 历史
2000年由第一劝银证券，富士证券和兴银证券合并而成，2005年在北京和上海同时成立办事处，2009年5月7日又和新光證券合并而成。母公司是瑞穗金融集团。 

### 乌龙事件
2005年12月8日因为员工操作失误造成公司损失约300亿日元。 